# قائمة البعثات الدبلوماسية في بوتان

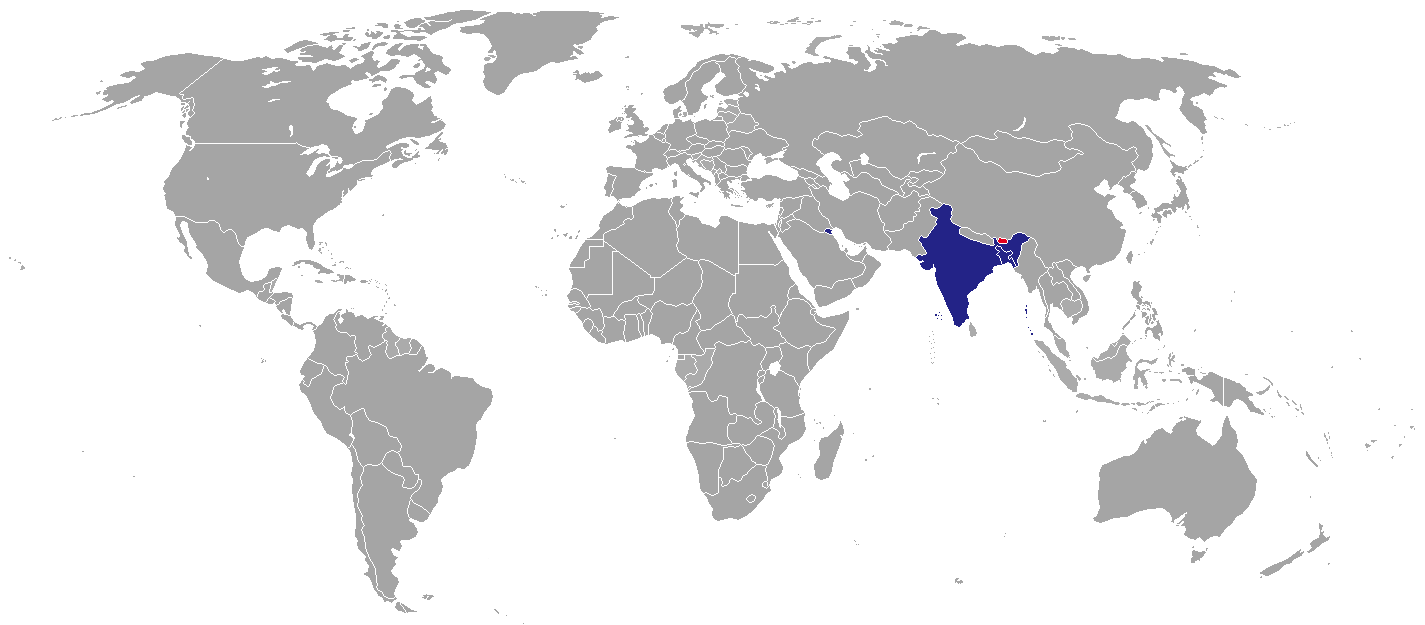
خريطة البعثات الدبلوماسية في بوتان

هذه قائمة البعثات الدبلوماسية في بوتان . في الوقت الحاضر، تستضيف عاصمة تيمفو ثلاث سفارات فقط، وهي أقل عدد من أي عاصمة عالمية. اعتماد العديد من البلدان سفارة في بلد آخر بالإضافة إلى بوتان، مع نيودلهي، الهند استضافة العديد من هذه السفارات.
تم حذف القنصليات الفخرية من هذه القائمة

## السفارات
تيمفو
- بنغلادش
- الهند
- الكويت

## القنصليات العامة
- بنغلادش
- الهند

## السفارات غير المقيمة
مقيم في نيودلهي، الهند:
- أفغانستان
- الجزائر
- الأرجنتين
- أرمينيا
- أستراليا
- النمسا
- البحرين
- بيلاروس
- بلجيكا
- البرازيل[1]
- بروناي
- كندا
- كمبوديا
- الصين
- كوستاريكا
- كولومبيا[2]
- جمهورية التشيك
- الدنمارك
- الاتحاد الأوروبي
- فرنسا
- فنلندا
- ألمانيا
- غينيا
- غانا
- غامبيا
- المجر
- إندونيسيا
- إسرائيل
- إيطاليا
- اليابان
- الأردن
- كوريا الشمالية
- كازاخستان
- ليبيا
- لاوس
- مالي
- ماليزيا
- المغرب
- موريشيوس
- منغوليا
- ميانمار
- نيبال
- نيكاراغوا
- هولندا
- النرويج
- عُمان
- البرتغال
- فلسطين
- بولندا
- الفلبين
- بنما
- قطر
- رومانيا
- رواندا
- السعودية
- صربيا
- سنغافورة
- سلوفينيا
- إسبانيا
- سريلانكا
- السويد
- سوريا
- سويسرا
- السودان
- الصومال
- جنوب السودان
- جمهورية الصين (تايوان)
- تنزانيا
- تركمانستان
- تركيا
- توغو
- تيمور الشرقية
- تونس
- طاجيكستان
- الإمارات العربية المتحدة
- الولايات المتحدة
- أوغندا
- أوزبكستان
- فنزويلا
- فيتنام
- اليمن

مقيم في دكا، بنغلاديش:
- المالديف[3]
- باكستان
- كوريا الجنوبية
- تايلاند

مقيم في بكين، الصين:
- جمهورية إفريقيا الوسطى
- الرأس الأخضر
- تشاد
- غينيا بيساو
- مالاوي
- موريتانيا
- ساو تومي وبرينسيب
- تونغا
- زامبيا
- زيمبابوي

مقيم في مدن أخرى:
- ولايات ميكرونيسيا المتحدة (نيويورك، الولايات المتحدة)
- هايتي (هانوي، فيتنام)
- المكسيك (هانوي، فيتنام)
- ناورو (نيويورك، الولايات المتحدة)
- سيراليون (أبو ظبي، الإمارات العربية المتحدة)
- سانت كيتس ونيفيس (واشنطن، الولايات المتحدة)
- سانت لوسيا (واشنطن، الولايات المتحدة)
- سانت فينسنت والغرينادين (نيويورك، الولايات المتحدة)
- ساموا (كانبرا ، أستراليا)